# حديبو
حديبو (كانت تسمى تمريده)، هي إحدى مدن الجمهورية اليمنية. وهي عاصمة محافظة أرخبيل سقطرى وهي مركز مديرية حديبو. يبلغ تعداد سكانها 10489 نسمة حسب الإحصاء الذي أجري عام 2004.
يقع مطار سقطرى على بعد حوالي 12 كيلومترًا (7.5 ميل) غرب حديبو. توفر مولدات الديزل الكهرباء على نطاق واسع في سقطرى. يمتد طريق معبد على طول الشاطئ الشمالي من قلنسية إلى حديبو ثم إلى منطقة الديمري. وطريق آخر ممهد، من الساحل الشمالي إلى الجنوب عبر هضبة ديكسام.

## التقسيم الإداري
تقسم المدينة إلى حي واحد هو حي 9 يونيو.

## روابط خارجية
- World Gazetteer:Yemen
- الجهاز المركزي للإحصاء بالجمهورية اليمنية
- المركز الوطني للمعلومات باليمن